# Anja Golob
Anja Golob (ur. 1976) – słoweńska poetka, dramatopisarka, tłumaczka, publicystka.

## Życiorys
Ukończyła studia z filozofii i komparatystyki literackiej na Uniwersytecie Lublańskim. Pracowała jako krytyk teatralny przez dwanaście lat, publikowała m.in. w czasopiśmie „Večer”, drugim największym słoweńskim dzienniku. Zajmuje się prowadzeniem niewielkiej oficyny wydawniczej VigeVegaKnjige od 2013 roku. Pracuje i mieszka w Lublanie i Brukseli.

## Nagrody
- Nagroda im. Jenka(inne języki) za tom Vesa v zgibi (2014)[1]
- Nagroda im. Jenka za tom Didaskalije k dihanju (2016)[2]

## Twórczość
- V roki (2010)[1]
- Vesa v zgibi (2013)[1]
- ab und zu neigungen (wybór wierszy w przekładzie na język niemiecki[2], 2015)[1]
- Didaskalije k dihanju (2016)[2]
- Da ne da ne bo več prišla da ne bo da me žge da se odganjam odganja a… (2019)[2]